# Kerivoula kachinensis
Kerivoula kachinensis är en fladdermus i familjen läderlappar som förekommer i Sydostasien.
Arten har 41 till 43 mm långa underarmar, en 56 till 61 mm lång svans, 14 till 16 mm stora öron och en vikt av 6,5 till 9,1 g. Den långa och ulliga pälsen på ovansidan bildas av hår som är mörkgråa nära roten och annars gråbrun vad som ger en mörk gråbrun pälsfärg. Undersidan är täckt av lite ljusare päls. Hos Kerivoula kachinensis finns trattformiga öron och den broskiga fliken (tragus) är spetsig. Djurets hjärnskål är mer avplattad jämförd med andra släktmedlemmar.
Arten lever i norra Myanmar, Laos, norra Thailand och norra Vietnam. Den vistas i låglandet och i kulliga områden upp till 800 meter över havet. Habitatet utgörs av städsegröna och lövfällande skogar, ibland med bambu som undervegetation. Kerivoula kachinensis hittades även i fruktodlingar.
För beståndet är inga hot kända och arten lever i olika skyddsområden. Internationella naturvårdsunionen listar Kerivoula kachinensis som livskraftig (LC).